# طواف تايلاند
طواف تايلاند (بالإنجليزية: Tour of Thailand)‏ هو سباق دراجات هوائية، من صنف سباق المرحلة ‏،  بدأ في 2006 في تايلاند.

## تاريخ

### قائمة الفائزين
| السنة | الفائز                   | الثاني                   | الثالث                 |
| ----- | ------------------------ | ------------------------ | ---------------------- |
| 2006  | Li Fuyu ‏                 | حسين عسكري               | ستيفن غالاغر           |
| 2007  | أحد كاظمي                | Tonton Susanto ‏          | Hossein Jahanbanian ‏   |
| 2008  | Alex Coutts ‏             | إريك هوفمان              | Björn Papstein ‏        |
| 2009  | Andrew Bajadali ‏         | Phuchong Sai-udomsin ‏    | Jonathan Lovelock‏      |
| 2010  | Kiel Reijnen ‏            | نيكولاس وايت             | Deon Locke‏             |
| 2011  | توبياس إيرلر             | Miyataka Shimizu ‏        | براد هال ‏              |
| 2012  | Mitchell Lovelock-Fay ‏   | Muradjan Khalmuratov ‏    | ديفيد إدواردز          |
| 2013  | تشوي جي هو               | ويليام والكر             | ياسهارو ناكاجيما       |
| 2014  | ياسهارو ناكاجيما         | Cheung King Lok ‏         | فرانسيسكو مانسبو       |
| 2015  | ياسهارو ناكاجيما         | Kohei Uchima ‏            | Cheung King Lok ‏       |
| 2016  | بين هيل                  | Zhandos Bizhigitov ‏      | Ko Siu Wai ‏            |
| 2017  | يفغيني جيديتش            | Ma Guangtong ‏            | آلان مارانجوني         |
| 2018  | بنيامين ديبول            | أرتيوم أوفتشكين          | توماس لباس             |
| 2019  | ريان كافاناه             | ماركوس غارسيا            | توماس لباس             |
| 2020  | نيكوديموس هولر           | Sarawut Sirironnachai ‏   | Valentin Midey‏         |
| 2021  | Sainbayaryn Jambaljamts ‏ | Adne van Engelen ‏        | Sarawut Sirironnachai ‏ |
| 2022  | آلان باناسيك             | Yūma Koishi ‏             | ريمون كريدر            |
| 2023  | Tegshbayar Batsaikhan ‏   | Sainbayaryn Jambaljamts ‏ | Yūma Koishi ‏           |
| 2024  | Adne van Engelen ‏        | Thanakhan Chaiyasombat ‏  | Anatolii Budiak ‏       |

## وصلات خارجية
- الموقع الرسمي